# ريبيكا جيه كيك
الدكتورة ريبيكا جيه كيك (1838-1904)، هي طبيبة شعبية أمريكية، عملت في بيع الأدوية الصيدلانية التي لا تحتاج لوصفة طبية، تركزت أعمالها في كل من إيلينوي، وأيوا. كانت واحدة من أغنى سيدات الأعمال المستقلات في الغرب الأوسط للولايات المتحدة، ومعارضة بارزة لحركة تنظيم الصناعة الطبية.

## نشأتها وتعليمها
ريبيكا هي الابنة الكبرى لعائلة ريفية هولندية في بنسلفانيا، ولدت في ووستر، في مقاطعة واين، أوهايو في عام 1838. انتقلت مع والديها إلى فيرفيلد، آيوا في سن الثالثة عشرة، حيث أكملت تعليمها حتى الصف الثامن. تزوجت في عام 1857 من جون كونراد كيك، وهو تاجر وميكانيكي انتقل مؤخرًا إلى فيرفيلد من مقاطعة نورثهامبتون، بنسلفانيا.
توفي ثلاثة من إخوة ريبيكا بسبب مرض السل بين عامي 1857 و1869، عملت في تلك الفترة على رعايتهم، وأنجبت أيضًا ستة أطفال (خمس فتيات وصبي)، عرفت بين جيرانها كطبيبة أعشاب. أنشأ زوجها شركة كبيرة للمعدات الزراعية والمسابك.

## حياتها المهنية
حدثت نوبة الذعر الاقتصادي الوطني في عام 1873، تلاها انهيار أعمال مسبك جون كيك. وبدأ الزوجان بعدها في جمع الأعشاب وتحضير العلاجات الطبيعية معًا، عملت ريبيكا كيك كبائعة جوالة لتسويق منتجاتها، وأصدرت أول إعلان لها عن علاجها الخاص بنزلات البرد والتهاب الطرق التنفسية في دوبوك في نوفمبر 1873. انتشرت إعلاناتها عن علاجها لنزلات البرد في عدد كبير من الصحف بما في ذلك دوبوك هيرالد، ودافنبورت جازيت، وشيكاغو تايمز، وشيكاغو تريبيون.
باعت كيك علاجاتها عن طريق البريد، وعملت أيضًا كطبيبة جوالة، وهو نموذج عمل شائع في المناطق الحدودية التي يتنشر فيها المرضى عبر مسافات شاسعة، ويفتقرون إلى إمكانية الوصول المنتظم إلى الرعاية الطبية. لجأت إلى الإقامة في الفنادق في الزيارات التي تتراوح من يومين إلى أسبوعين، ونشرت إعلانات مسبقة لإعلام عملائها بمشاوراتها الشخصية القادمة. نظمت جولاتها العلاجية كل شهرين ليتمكن المرضى من رؤيتها لمتابعة العلاج. عالجت كيك ما يقارب 12000 و15000 مريض، وكانت تستقبل حوالي 350 مريضًا في الأسبوع.
انتقلت كيك مع عائلتها إلى دافنبورت، أيوا في عام 1875 مع توسع أعمالها. استخدمت ألقاب مثل الدكتورة والسيدة لتوضيح حالتها الزوجية والمهنية، وهو ما كان متعارف عليه بين طبيبات الغرب الأوسط في تلك الفترة. عالجت الحالات المزمنة فقط، ووفقًا لرسائل الشهادة التي نشرتها في إعلاناتها، كان غالبية مرضاها من طبقة العمال وأسر المزارعين الذين لا يستطيعون تحمل التكلفة المرتفعة لأتعاب الأطباء الخاصين، والذين تلقوا علاجاتها الطبية ونصائحها العلاجية عن طريق البريد.
اعتبرت كيك نفسها طبيبة مؤهلة بفضل سنوات خبرتها الطويلة في علاج أسرتها، وجيرانها، ومرضاها. امتلكت مكتبة طبية كبيرة وأعلنت عن نفسها على أنها طبيبة شعبية.
كانت معظم كليات الطب الانتقائية مفتوحة للنساء بحلول سبعينيات القرن التاسع عشر، إلا أن كيك لم تلتحق بأي منها. توجد عدة أسباب محتملة منها عدم توفر الوقت والمال اللازمين للالتحاق بكلية الطب (بسبب أطفالها الستة وإفلاس عائلتها في عام 1873)، أو أنها لم تعتبر أن الشهادة المهنية ضرورية لممارستها الطبية.

### شهرتها المتزايدة
كيك هي المرأة الوحيدة في أمريكا في القرن التاسع عشر التي كسبت ثروةً خاصة من خلال بيع الأدوية الطبية. بدأت كيك حياتها المهنية بسبب إفلاس أسرتها عقب الانهيار الاقتصادي لنوبة ذعر عام 1873. لم تقتصر كيك على عملها كطبيبة ممارسة فحسب، بل أصبحت المديرة التنفيذية الأولى لشركتها، التي كانت تديرها بمساعدة اثنين من أكبر بناتها، بيل ألكساندر، وشارلوت دورن.
لم يعرف دخل كيك بشكل دقيق، لكنها تمكنت من شراء المستوصف الخاص بها في عام 1879 مقابل 12000 دولار نقدًا، بلغ مبلغ التأمين على حياتها 15520 دولارًا، والذي كان أكبر المبالغ المدفوعة في الولايات المتحدة لأسبوع 17 مايو من عام 1905.